# Луспатерцепт
Луспатерцепт/Luspatercept (торгова назва Reblozyl; код розробки ACE-536) — препарат для лікування анемії при бета-таласемії та мієлодиспластичних синдромах. Він був розроблений Acceleron Pharma у співпраці з Celgene. REBLOZYL (luspatercept-aamt) для ін'єкцій — це стерильний, без консервантів, ліофілізований порошок від білого до майже білого кольору у однодозових флаконах для підшкірного застосування.
Американська адміністрація з контролю за продуктами харчування та лікарськими засобами (FDA) надала статус орфанного препарата у 2013 році.
Формула: {\displaystyle {\ce {C3350H5070N906O1044S38}}}
Молекулярна маса: 76 кДа

## Клінічне застосування

#### Показання
Препарат на фінальній стадії тестування використовували для лікування анемії при гематологічних порушеннях бета-таласемії при неефективному еритропоезі та мієлодиспластичних синдромах. Дорослі пацієнти з бета-таласемією, яким потрібне регулярне переливання донорсьокої крові

#### Протипоказання
Не рекомендовано застосовувати вагітним жінкам: луспатерцепт-аамт виявлено у молоці вагітних або поствагітних щурів, що годують дитинчат молоком. Коли препарат присутній у тваринному молоці, цілком ймовірно, що він буде присутній у молоці людини. Немає даних про наявність REBLOZYL у молоці людини, про вплив на дитину, котру годують грудним молоком. Проте препарат є дуже небезпечним при потраплянні в організм малюка.

## Механізм дії препарату
luspatercept-aamt (Rebrozyl) — це рекомбінантний злитий білок, отриманий з рецептора людського активіну типу IIb (ActRIIb), пов'язаного з білком, отриманим з імуноглобуліну G. Luspatercept виробляється в клітинах яєчників китайського хом'яка за технологією рекомбінантної ДНК. Luspatercept-aamt є засобом дозрівання еритроїду. Даний рекомбінантний білок зв'язує кілька ендогенних TGF-β лігандів, тим самим зменшуючи сигналізацію SMAD 2 / 3 сигнальних систем. У моделі β-таласемії luspatercept-aamt знижував аномально підвищену сигналізацію SMAD 2 / 3 та покращував гематологічні параметри, пов'язані з неефективним еритропоезом у мишей.

## Випуск препарату
Виробник: Celgene
У листопаді 2019 року управління з продовольства і медикаментів США (FDA) надало дозвіл на випуск даного препарату для лікування анемії (нестачі еритроцитів) у дорослих пацієнтів з бета-таласемією, які потребують регулярних переливань еритроцитів (RBC).
У квітні 2020 року Комітет з лікарських засобів для людських вживань (CHMP) в ЄС схвалив препарат для затвердження його випуску (Reblozyl). CHMP щодо лікування дорослих із трансфузійно-залежною анемією, пов'язаною з мієлодиспластичними синдромами (захворюваннями, при яких організм виробляє велику кількість аномальних клітин крові) або бета-таласемією (порушенням крові, що знижує вироблення гемоглобіну) .